# Auguste de Saint-Hilaire
Auguste de Saint-Hilaire, také uváděn jako Augustin François César Prouvençal de Saint-Hilaire (4. října 1779 Orléans – 3. září 1853 Orléans), byl francouzský botanik, zoolog a cestovatel. Připisují se mu důležité objevy v botanice, zejména směr kořene v zárodečném vaku a dvojitý bod připojení určitých vajíček. Popsal také dvě čeledi, Paronychiae a Tamariscinae, stejně jako mnoho rodů a druhů.

## Život
Již v raném věku začal publikovat díla o botanických tématech. V letech 1816 až 1822 a znovu v roce 1830 cestoval po Jižní Americe, zejména po jižní a střední Brazílii, a výsledky jeho studia bohaté flóry oblastí, kterými prošel, se objevily v několika knihách a četných článcích ve vědeckých časopisech.
Na své první cestě, od roku 1816 do roku 1822, prozkoumal brazilská odlehlá místa, cestoval cca 9 000 km, z jihovýchodní Brazílie do Río de la Plata, včetně bývalé provincie Cisplatina (Uruguay). Podařilo se mu shromáždit 24 000 exemplářů rostlin, 6 000 druhů, 2 000 ptáků, 16 000 hmyzu a 135 savců, plus mnoho plazů, měkkýšů a ryb. Většina z těchto druhů byla popsána poprvé. V dalších letech se věnoval studiu, klasifikaci, popisu a publikaci tohoto obrovského materiálu, ale měl špatný zdravotní stav v důsledku nemocí, získaných během tropických cest. V roce 1819 byl jmenován korespondentem Académie des Sciences. Byl vyznamenán Řádem čestné legie na úrovni Chevalier (česky: rytíř) a portugalským Řádem Krista.

## Dílo
Nejznámější jeho díla jsou: Flora Brasiliae Meridionalis ve třech svazcích (1825–1832), napsané ve spolupráci s Adrien-Henri de Jussieu a Jacques Cambessèdes a ilustrované Pierrem Jeanem Françoisem Turpinem; Histoire des Plantes les plus Remarquables du Brésil et du Paraguay (1824), Plantes Usuelles des Brésiliens (1827–1828), také ve spojení s de Jussieu a Cambessèdes (1828); a Voyage Dans le District des Diamants et sur le littoral du Brésil, ve dvou svazcích (1833). Jeho Leçons de Botanique, Comprénant Principalement la Morphologie Végetale (1840), byl komplexním výkladem botanické morfologie a její aplikace v systematické botanice.